# Jean Marie Joseph Coutelle

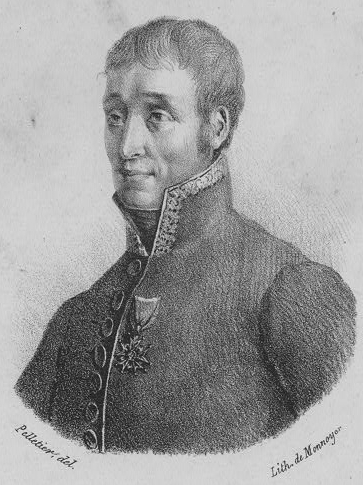
« Le colonel Coutelle, chef des aérostiers en 1794. »

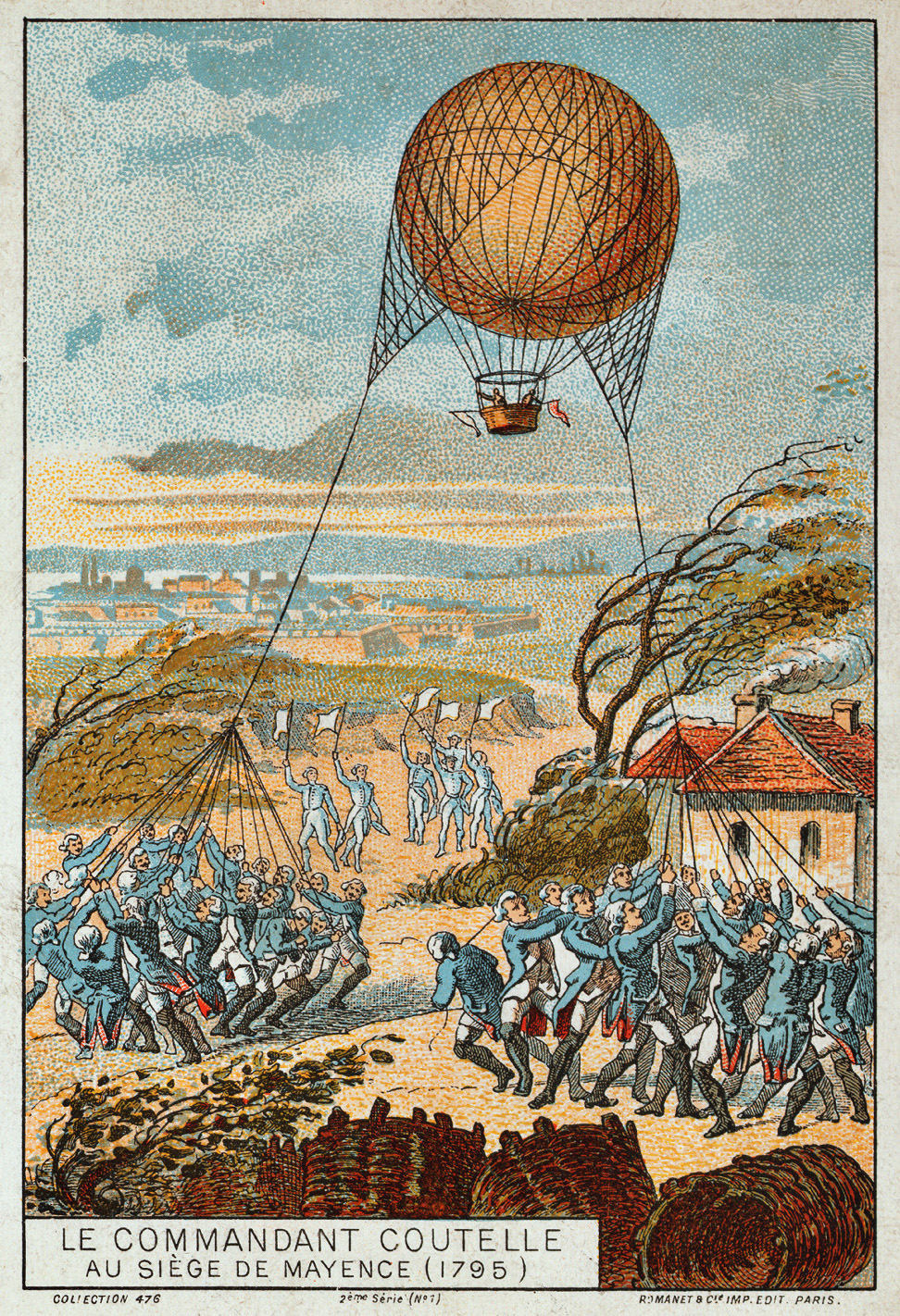
« Kommandant Coutelle bei der Belagerung von Mainz (1795) »

Jean-Marie-Joseph Coutelle (* 3. Januar 1748 in Le Mans; † 20. März 1835 im 11. Arrondissement von Paris) war einer der Wissenschaftler, die als Mitglieder der Commission des sciences et des arts an der ägyptischen Expedition unter dem Kommando von Napoléon Bonaparte teilnahmen.
Durch seine Bekanntschaft mit dem Physiker Charles Alexandre beschäftigte er sich mit den Erfahrungen der Gebrüder Montgolfier und deren Ballons. Mit dem Übereinkommen zur Herstellung von Luftballons für die Armeen der Republik, datiert vom 2. April 1794, wurde er als Kapitän erster Offizier der Luftfahrt.
Mit seinem Fesselballon nahm er an der Schlacht bei Fleurus (1794) und der Belagerung von Mainz (1794–1795) teil.
Vor diesem Hintergrund ist Coutelles Teilnahme an der Expedition in Ägypten zu sehen. Dort konnte er seine Fähigkeiten nicht einsetzen, da sein Luftschiff, das mit seinem Material ausgestattet war, durch ein Feuer zerstört wurde.
Am 17. Januar 1805 wurde er Mitglied der Ehrenlegion, zum Ritter des Reiches wurde er am 28. Juni 1809 ernannt.
Seine Grabstätte, die 2004 durch das „Souvenir français“ restauriert wurde, befindet sich in der elften Abteilung des Friedhofs Père-Lachaise.
1913 wurde das Luftschiff „Commandant Coutelle“ nach ihm benannt.